# Йо-хо-хо
«Йо-хо-хо» (болг. Йо хо хо) — болгарский цветной художественный фильм 1981 года, снятый Зако Хескией по сценарию Валерия Петрова. Фильм получил ряд призов на кинофестивалях, в том числе на Московском кинофестивале.
«Йо-хо-хо» послужил основой для фильма Тарсема Сингха «Запределье» 2006 года, который иногда называется ремейком болгарского фильма.

## Сюжет
Мальчик Лёни (Леонид) попадает в больницу со сломанной рукой. Он бросает из окна игрушечного парашютиста с привязанной к нему запиской для медсестры Цеци, которая ему нравится, но парашютист попадает в одну из палат. В поисках парашютиста Лёни заходит в палату, где знакомится с молодым актёром, прикованным к постели. Актёр начинает рассказывать Лёни приключенческую историю о пиратах, и в дальнейшем происходящее в больнице и история о пиратах перемежаются и смешиваются.
История о пиратах происходит в 1664 году в Карибском море, где плавает пиратское судно «Эсперанса», капитаном которого является Чёрный пират. Он поклялся отомстить губернатору Альваресу, который казнил его брата, Красного пирата. Пираты нападают на испанское судно, где берут в плен нескольких солдат, а также молодую даму по имени Цецилия, которую её отец хотел отдать в монастырь.
Время от времени у актёра меняется настроение, и он отказывается продолжать рассказ. Из разговора с врачом и с коллегами, посещающими актёра, становится понятно, что в своё время он расстался с женой, а недавно, видимо, во время спектакля, сильно упал, и теперь находится в тяжёлом состоянии, прошедшие операции ему не помогли. Он просит Лёни незаметно достать в кабинете с лекарствами ампулы со снотворным, и складывает их у себя в тумбочке. В свою очередь, Лёни растёт без отца, который ушёл из семьи, хотя Лёни предпочитает скрывать это от посторонних.
В рассказе актёра сам он выступает в роли Чёрного пирата, а медсестру они вместе с Лёни представляют в роли Цецилии. Чёрный пират и Цецилия влюбляются друг в друга, при этом пират выдаёт себя за английского графа Дугласа Фэрбенкса. Когда арестованные испанцы освобождаются и захватывают корабль, пиратов спасает сын Чёрного пирата, который прятался с пистолетом в бочке; в роли сына выступает Лёни. Когда пожилой сосед актёра по палате, с интересом следящий за рассказом, интересуется, не найдётся ли и для него место, его вводят в историю в качестве индейца по имени Сидящий Старый Бык. Второго соседа по палате, неприятного толстяка, которого раздражает присутствие мальчика, Лёни представляет в образе губернатора Альвареса. Однажды Лёни видит, как медсестра целуется с другим пациентом, и предлагает исключить её из истории: Чёрный пират сажает Цецилию на плот и оставляет в море (при этом представляя на её месте свою бывшую жену).
Чёрный пират и его друзья достигают берега и нападают на солдат губернатора. В это время у актёра происходит нервный срыв, он не верит в выздоровление и не хочет жить. В его рассказе всех пиратов убивают, а когда Чёрный пират с сыном подходят к губернатору, пират бросается перед ним на колени и просит прощения. Но Лёни протестует против такого развития событий. В это время просыпается толстяк в палате и нападает на Лёни. Чтобы защитить его, актёр выхватывает палку у толстяка, а потом ему с трудом, но удаётся встать на ноги. Чёрный пират одолевает Альвареса, и с новой командой они вместе с сыном уплывают на «Эсперансе» в поисках новых приключений.

## В ролях
- Виктор Чучков — мальчик Лёни / юный пират
- Кирил Варийски — больной актёр / Чёрный пират
- Соня Джулгерова — медсестра Цеци / Цецилия
- Ананий Анев — пожилой сосед в палате / индеец Сидящий Старый Бык
- Илия Пенев — полный сосед в палате / губернатор Альварес
- Кирилл Кавадарков — пират Хендрик ван Лун
- Георгий Бахчеванов — пират Роско
- Трифон Джонев — пират Луиджи
- Акинулале Оджуталайо — пират Нгонго
- Борис Луканов — хирург, лечащий врач актёра
- Рут Спасова — мама Лёни

## История создания
Кирил Варийски, получивший популярность в Болгарии как театральный актёр, стал известен в кино именно благодаря фильму «Йо-хо-хо», куда Зако Хеския пригласил его на главную роль.

## Награды
- 1981 — XII Московский международный кинофестиваль (конкурс полнометражных художественных фильмов)[6]:
  - Специальный приз жюри — «за яркое воплощение темы гуманизма и идей добра»
  - Специальный диплом жюри и памятный подарок — Виктору Чучкову (роль мальчика)
- 1981 — Премии Союза болгарских деятелей кино (Съюз на българските филмови дейци):
  - За режиссуру, сценарий и музыку
- 1982 — Фестиваль болгарских художественных фильмов (Фестивал на българския игрален филм) в Варне:
  - Первая премия и премия за сценарий

## Отзывы
По словам Зако Хескии, он хотел снять фильм и для взрослых, и для детей, соединить в нём грусть и смех, драматизм и лирику. Александр Липков отмечает, что игра, которую в фильме предлагает актёр, это «не бегство от реальности, но её преображение, помогающее постижению смысла, существа, сложностей жизни»: «Герои бегут в мир вымышленного, чтобы лучше осознать то, что хотели бы обрести в действительности».
Нина Зархи пишет о том, что замысел фильма видится «развёрнутым иносказанием неделимости бытия на большой социум и маленький, изолированный от него мир личности»: в фильме больные, «отгороженные своими недугами от действительности», тем не менее «совершенно беспрепятственно „переносятся“ на пиратские корабли, бороздят на них волны далеких морей, храбро сражаются с тиранами, бескорыстно отстаивая идеалы добра, справедливости, романтического служения красоте, мечте, правде».